# Mor Cilla
Mor Cilla, egentligen Cecilia Andersson, född Cecilia Jönsdotter Banck den 22 juni 1826 i Arild, död 4 april 1913 i Arild, var en svensk föreståndarinna och ägare till det på sin tid mycket kända Hotel Mor Cilla i Arild.

## Biografi
Cecilia Banck föddes i Stubbarp utanför Arild, som dotter till  skepparen i Arild, Jöns Larsson Banck (1795-1868) och hans hustru Anna Helgesdotter (1800-1881). Hon vigdes den 28 december 1843, med skepparen och byfogden i Arild, Nils Petter Andersson (1818-1887).  
Redan år 1856 grundade hon och maken ett värdshus i  Arild, och när maken dog 1887, drev "den allbekanta moran i Arild", själv vidare hotellet fram till sin död 1913. 
Hotellet blev känt under 1870-talet för att det gästades av berömda konstnärer, och under den här tiden blev Hotell Mor Cilla Sveriges motsvarighet till Bröndums berömda hotell i danska Skagen. Konstnärerna lockades till det lilla fiskeläget där de fascinerades av miljön och det speciella ljuset.
Värdshusvärdinna Mor Cilla och hennes pensionat kom att betyda mycket för konstnärer och intellektuella som under sommaren satte sin prägel på Arild. Man jämförde stämningen i Arild med den i Skagen.
Bland de svenska konstnärer som var aktiva i Arild under Mor CIllas tid, kan nämnas Gustaf Rydberg, Elisabeth Keyser, Axel Nordgren, Alfred Wahlberg, Georg von Rosen, Gustaf Cederström, Carl Skånberg, Nils Kreuger, Fritz von Dardel, Olof Krumlinde, Isaac Grünewald, Natanael Beskow, Richard Bergh, Herman Österlund och Prins Eugen.
Även danska konstnärer, som P.S. Krøyer, Bernhard Middelboe, Else Vogel-Jørgensen och Viggo Pedersen, besökte Hotel Mor CIlla..
Hotellet gästades den 16 augusti år 1894 av kung Oscar II, Detta besök ledde till besök av flera kända gäster och kungligheter.
Hotel Mor Cilla drevs vidare i släkten till 1963. Därefter köptes lokalen upp av Svenska Kyrkan.